# Pachanga
La pachanga est un genre musical, un mélange de merengue et de conga (merenconga), créé au début des années 1960 à Cuba et qui se développe et se transforme depuis New York aux États-Unis puis dont le style musical est adopté notamment par le chanteur Manu Chao à l'époque moderne.

## Histoire
La pachanga est une chanson inventée par Eduardo Davidson (en) à Santiago de Cuba en 1959. La pachanga parvient ensuite de Cuba à New York où elle se développe et prend une nouvelle forme. Elle serait arrivée grâce aux œuvres du flûtiste dominicain Johnny Pacheco. Une rumeur selon laquelle le mot pachanga viendrait de la contraction du nom de Johnny Pacheco et du charanga, fait son apparition au sein de la communauté locale. Lorsqu'Eduardo Davidson quitte Cuba pour New York, celui-ci étant homosexuel, ce qui à l'époque était inacceptable par le gouvernement, comme par la société cubaine, ses œuvres sont interdites à Cuba. Ses enregistrements ont donc, à l'époque, disparu du réseau de distribution phono de l'État. Orlando « Landy » Perez, pianiste de la Orquesta Aragón définit la pachanga comme étant de la guaracha jouée par un orchestre de charanga.
La Orquesta Aragon a vendu des disques de cha-cha-cha et de pachanga tout au long de sa carrière avec le soutien du gouvernement cubain. Ses membres sont même devenus les ambassadeurs de Cuba dans le monde coloré communiste. La pachanga est donc un genre musical qui a voyagé au-delà des frontières de Cuba. Aux États-Unis, en rencontrant le rhythm and blues, elle fusionne avec lui pour donner le Boogaloo. Parmi ses représentants de l'époque se trouvent Joe Cuba, Ray Barretto et sa Criolla, Eddie Palmieri, Pete Terrace. Un artiste important pour la diffusion du genre à l'époque moderne sera Manu Chao avec son groupe Mano Negra, qui publie son premier album studio, Patchanka, en 1988, sur le label Boucherie Productions : environ 50 000 exemplaires seront écoulés.